# روگاشکا سلاتینا
روگاشکا سلاتینا (اسلوونیایی: Rogaška Slatina; آلمانی: Rohitsch-Sauerbrunn) در اسلوونی با جمعیت ۵٬۱۰۵ نفر است که در lower styria واقع شده‌است.